# Newsboys Live: Houston We Are GO
Newsboys Live: Houston We Are GO é o terceiro álbum gravado ao vivo pela banda Newsboys, lançado a 30 de Setembro de 2008.

## Faixas
1. "Shine"  Furler, Taylor - 7:00
2. "Wherever We Go" -  3:23
3. "The Mission" - 3:25
4. "Something Beautiful2 - 3:53
5. "Blessed Be Your Name" - 7:25
6. "Stay Strong" - 4:11
7. "B Stage Medley: - 9:10

- - "Not Ashamed"
  - "Reality"
  - "Love Liberty Disco"
  - "Amazing Love"

1. "Entertaining Angels" - 4:10
2. "He Reigns" - 4:52
3. "Breakfast" - 7:48
4. "Your Love Is Better Than Life" - 3:32
5. "Drum Solo" - 0:46
6. "I Am Free" - 6:05
7. Peter's Testimony - 11:06

## Tabelas
Álbum
| Tabela (2008)        | Posição |
| -------------------- | ------- |
| Top Christian Albums | 14      |